# Varcaturo
Varcaturo è una frazione del comune di Giugliano in Campania nella città metropolitana di Napoli. Distante circa 10 km dal centro storico del capoluogo comunale essa è posta sulla strada provinciale Ripuaria che collega Varcaturo al centro di Giugliano e ai comuni di Qualiano e Villaricca.
La località appartiene al decentramento del comune e, assieme a Lago Patria e Licola, costituisce la fascia costiera giuglianese.
La spiaggia di Marina di Varcaturo è sabbiosa e digrada dolcemente, e presenta una vista caratteristica sulle isole di Ischia e di Procida.

## Storia
Il territorio di Varcaturo, in tempi antichi, apparteneva all'Agro liternino. Questa zona era considerata da Cicerone come una delle aree agricole più fertili. A nord della località di Varcaturo, vicino al Lago di Patria, la civiltà romana fondò la città di Liternum, dove i coloni Romani si trasferirono al fine di gestire la coltivazione dei terreni circostanti e la costruzione di praedia. Nel 455 d.C. le ville di Liternum furono razziate dalle orde vandaliche di Genserico, costringendo i coloni ad abbandonare le proprietà. Le ville furono rase al suono e Liternum divenne una città fantasma, dove le costruzioni crollarono col passare dei secoli.
Nel periodo medievale gran parte di questo territorio, non più coltivato, si ridusse a fitta boscaglia dove avvenivano battute di caccia reali. L'area, però, divenne una terra di nessuno, dove per numerosi secoli ha rappresentato una posizione strategica per la movimentazione di predoni.
Nel XVI secolo ci fu un rilancio della civilizzazione con la nascita di un sistema di masserie, insieme di complessi residenziali. Nell'anno 1793, nell'agro giuglianese risultavano censite circa 119 masserie, in particolare nell'entroterra di Varcaturo e Licola. In queste aree, ritenute fino al secolo precedente come territori ostili, si formarono alcuni grossi agglomerati rurali che rappresentarono dei centri di aggregazione sociale per comunità formate da molti nuclei familiari.
Nel Novecento si perse il retaggio culturale costituito da una mentalità rurale, con una conseguente snaturazione dell'identità dei territori di Varcaturo, Lago Patria e Licola.
Negli anni novanta, a seguito di un periodo di degrado, con lo sviluppo di numerosi stabilimenti balneari, si registrò un rilancio turistico atto ad enfatizzare la vicinanza del territorio al litorale giuglianese.
Varcaturo è attanagliata dal problema dell'abusivismo edilizio, che ha provocato gravi danni urbanistici, sociali e ambientali al territorio, condizionandone negativamente le possibilità di sviluppo.

## Monumenti e luoghi d'interesse
- Chiesa di San Luca Evangelista[8], inaugurata nel 1999, si presenta con una pianta ottagonale e la copertura in legno lamellare.
- Antica Via Domiziana, un tratto dell'antica strada è stato rinvenuto nei pressi del "Parco Obelisco"[9][10].
- Torre degli Incurabili. La torre era in origine un poderoso mulino a vento, in seguito si ritiene che sia stato utilizzato come lazzaretto per i malati di gravi malattie. Nel corso del tempo il sito è stato oggetto di numerose leggende e storie misteriose[11][12].
- Borgo di Zaccaria. Situato nelle vicinanze di Varcaturo. È un complesso costituito da diversi edifici tra cui anche una chiesetta[13] dedicata a san Francesco. Il villaggio è censito nel catasto onciario del 1754[14]. In gran parte abbattuto a luglio 2020[15] suscitando indignazione in tutta Italia[16][17].
- Una parte della costa è inserita nella Riserva naturale Foce Volturno - Costa di Licola.
- Resti del posto di blocco costiero “Alfredo”[18], un'architettura militare realizzata al quadrivio di Varcaturo durante la Seconda Guerra Mondiale dalle truppe italiane impegnate nella difesa della fascia litoranea. Era composta da semplici ostacoli e strutture che avevano la funzione di rallentare l'eventuale penetrazione del nemico.

## Infrastrutture e trasporti

### Strade
Varcaturo è attraversata da diverse strade come: la Strada statale 7 quater Via Domitiana che si collega alla tangenziale di Napoli, la SP Ripuaria, la SP Domiziana e la SP Madonna del Pantano.

### Mobilità urbana
La località è servita dalle linee autobus della EAV (subentrata a CTP) azienda aderente al Consorzio UnicoCampania. Inoltre, esiste anche una linea del Trasporto Pubblico Locale di Giugliano, gestita da Gepatour, che collega la zona costiera con il centro storico.